# Billet de 5 francs Berger
Pour les articles homonymes, voir 5 francs.
Recto
Verso
Chronologie
5 francs violet 5 nouveaux francs Victor Hugo
Le 5 francs Berger est un billet de banque français créé le 2 juin 1943 et émis à compter du 21 août 1943 par la Banque de France. Il succède au 5 francs violet.

## Historique
En 1942 et en 1943, les allégories mythologiques, rurales ou maritimes sont remplacées par des thèmes moins bucoliques mais plus réalistes qui continuent d'évoquer l’ensemble des activités agricoles et halieutiques. On ancre davantage l'iconographie dans le réel et la grande majorité des monnaies acquiert une dimension territoriale jusqu’alors inusitée. À la sortie du nouveau billet de cinq francs, le quotidien La Montagne ne dissimula pas un enthousiasme sincère teinté de régionalisme : « Tout cela nous paraît fort artistique », un jugement esthétique contredit par l’hebdomadaire collaborationniste Au Pilori : « Qu’il y ait en France quelques zazous efféminés, c’est certain. Que certaines femmes aient l’air un peu trop viril… c’est probable. Mais nous nous refusons catégoriquement à admettre que les solides bergers landais aient cette gueule de cinéma et que les jeunes filles d’Agen bénéficient d’un physique cher aux héroïnes de Victor Margueritte. »
Ce billet est imprimé jusqu'au 30 octobre 1947 dans la limite de certaines lettres de l’alphabet 159, avant d'être retiré de la circulation en 1950, pour un tirage total de 397 500 000 d'exemplaires.
Il est définitivement privé de cours légal le 1er janvier 1963.

## Description
Ce billet est aussi appelé « 5 francs Berger et Femme coiffée ».
Il a été peint par Clément Serveau et gravé par Ernest Deloche et Georges Hourriez dans des tons polychromes à la gamme étendue.
Au recto, se trouve à gauche le portrait d'un jeune berger pyrénéen en gabardine, portant béret et bâton, sur un fond de paysage montagneux avec au premier plan un village. 
Au verso, à droite, se trouve le portrait d'une jeune fille portant une coiffe blanche, un foulard jaune moiré de vert passé autour des épaules et, sur la poitrine, une croix d'or portée en sautoir, le tout baignant dans un mélimélo de fleurs multicolores : autant de motifs censés évoquer le costume traditionnel de la région d'Agen.
Le filigrane blanc représente le portrait vue de profil de Bernard Palissy né à Agen.
Ses dimensions sont de 100 mm x 62 mm, ce qui en fait le plus petit billet français.